# Commission d'enquête sur le viaduc de la Concorde
 (décembre 2023).
Si vous disposez d'ouvrages ou d'articles de référence ou si vous connaissez des sites web de qualité traitant du thème abordé ici, merci de compléter l'article en donnant les références utiles à sa vérifiabilité et en les liant à la section « Notes et références ».
La Commission Johnson est une commission d'enquête chargée d'investiguer les causes de l'effondrement du viaduc de la Concorde à Laval (Québec) le 30 septembre 2006.
Elle fut mise en place par le Premier ministre Jean Charest à la suite de l'effondrement de ce viaduc à l'intersection du boulevard de la Concorde et de l'autoroute 19.
Les audiences ont commencé le 10 avril 2007. Cette enquête est présidée par Pierre Marc Johnson, avocat et ancien Premier ministre québécois. Son budget est de 2,8 millions de dollars, permettant notamment la reproduction en laboratoire pour présentation en vidéo. Déjà une recommandation d'installer des étriers « anticisaillement » dans le code de construction canadien est faite.
Les experts examinent notamment l'existence ou l'entretien d'une membrane d'étanchéité et le rôle des sels fondants dans le développement de la fissure.
L'écroulement de ce viaduc a causé la mort de 5 personnes et plusieurs blessés dont certains grièvement.